# Gymnobisium
Gymnobisium es un género de pseudoscorpiones de la familia Gymnobisiidae.  Se distribuye por África austral.

## Especies
Según Pseudoscorpions of the World 1.2:
- Gymnobisium octoflagellatum Beier, 1947
- Gymnobisium quadrispinosum (Tullgren, 1907)

## Publicación original
- Beier, 1931: Neue Pseudoscorpione der U. O. Neobisiinea. Mitteilung aus dem Zoologischen Museum in Berlin, vol. 17, p.299-318.